# Alexander Michel Melki
Robert Alexander Michel Melki, noto come Alexander Michel Melki a livello internazionale e come Alexander Michel in Svezia (Södertälje, 14 novembre 1992), è un calciatore svedese naturalizzato libanese, difensore del Nordic United e della nazionale libanese.

## Biografia
È fratello maggiore di Felix Michel Melki, anch'egli calciatore.
Entrambi sono figli di Robert Michel, nato e cresciuto in Svezia ma di origine siriaca, il quale è stato giocatore del Syrianska quando ancora la squadra militava nelle serie minori del calcio svedese.

## Carriera

### Club

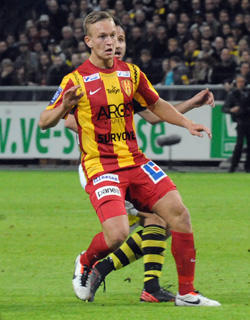
Alexander Michel al Syrianska nel 2013.

Alexander è cresciuto nella stessa squadra in cui militò il padre, il Syrianska appunto, che ha sede a Södertälje. il suo esordio personale in prima squadra e in Allsvenskan, avvenuto il 20 giugno 2011 all'età di 18 anni, è coinciso con una sconfitta per 3-0 sul campo del Djurgården. Nel corso di quella stagione ha collezionato complessivamente 10 presenze in campionato. Nel 2012 ha trovato ulteriore spazio, con 23 presenze di cui 18 da titolare.
A due anni esatti dal debutto nel campionato svedese, il 20 giugno 2013 Michel si è danneggiato gravemente il legamento crociato del ginocchio sinistro nel corso del match interno perso contro il Malmö FF. L'infortunio lo ha costretto a rimanere fuori causa per un anno, visto che la successiva partita ufficiale l'ha giocata il 25 giugno 2014, con la squadra che nel frattempo era retrocessa in Superettan.
Ristabilitosi dal lungo stop, Michel nel luglio 2015 si è nuovamente infortunato allo stesso legamento crociato danneggiato due anni prima. Anche in questo caso ha dovuto concludere in anticipo la stagione. La sua ultima annata al Syrianska è stata quella del 2016, con 25 presenze in campionato all'attivo.
Scaduto il contratto con il Syrianska, Michel ha svolto dei provini con le stoccolmesi Hammarby e Djurgården nel gennaio 2017. Qualche settimana più tardi ha firmato un biennale con l'AFC Eskilstuna, squadra alla prima esperienza in Allsvenskan.
Nel dicembre 2018 ha prolungato il suo contratto con l'AFC Eskilstuna, ma già il mese successivo – nonostante il club avesse conquistato il ritorno in Allsvenskan – è stato ceduto ai qatarioti dell'Al-Khor. Nel 2021 si è trasferito ad un'altra società qatariota, l'Al-Shahaniya.
Nell'agosto 2022 è tornato a giocare per l'AFC Eskilstuna, che nel frattempo militava nella seconda serie nazionale. Qui ha ritrovato in rosa il fratello Felix.
A fine anno ha lasciato il club ed è passato al Nordic United, squadra neopromossa in Ettan ovvero la terza serie svedese. Nel 2023-2024 ha giocato in Libano nell'Ansar, poi nell'agosto 2024 ha fatto ritorno nella terza serie svedese proprio al suo precedente club, il Nordic United.

### Nazionale
Dopo aver giocato per le nazionali U-19 e U-21 della Svezia, nel 2018 Alexander Michel è stato convocato per la nazionale libanese grazie alle sue origini siriache per disputare partite amichevoli contro l'Uzbekistan e l'Australia. Nel 2019 ha disputato la Coppa d'Asia assieme a suo fratello Felix.

## Statistiche

### Cronologia presenze in nazionale
| Cronologia completa delle presenze e delle reti in nazionale ― Libano | Cronologia completa delle presenze e delle reti in nazionale ― Libano | Cronologia completa delle presenze e delle reti in nazionale ― Libano | Cronologia completa delle presenze e delle reti in nazionale ― Libano | Cronologia completa delle presenze e delle reti in nazionale ― Libano | Cronologia completa delle presenze e delle reti in nazionale ― Libano | Cronologia completa delle presenze e delle reti in nazionale ― Libano | Cronologia completa delle presenze e delle reti in nazionale ― Libano |
| Data                                                                  | Città                                                                 | In casa                                                               | Risultato                                                             | Ospiti                                                                | Competizione                                                          | Reti                                                                  | Note                                                                  |
| --------------------------------------------------------------------- | --------------------------------------------------------------------- | --------------------------------------------------------------------- | --------------------------------------------------------------------- | --------------------------------------------------------------------- | --------------------------------------------------------------------- | --------------------------------------------------------------------- | --------------------------------------------------------------------- |
| 15-11-2018                                                            | Danzica                                                               | Uzbekistan                                                            | 0 – 0                                                                 | Libano                                                                | Amichevole                                                            | -                                                                     | 27’                                                                   |
| 9-1-2019                                                              | al-'Ayn                                                               | Qatar                                                                 | 2 – 0                                                                 | Libano                                                                | Coppa d'Asia 2019 - 1º turno                                          | -                                                                     | 24’ 72’                                                               |
| 12-1-2019                                                             | Dubai                                                                 | Libano                                                                | 0 – 2                                                                 | Arabia Saudita                                                        | Coppa d'Asia 2019 - 1º turno                                          | -                                                                     |                                                                       |
| 17-1-2019                                                             | Sharjah                                                               | Libano                                                                | 4 – 1                                                                 | Corea del Nord                                                        | Coppa d'Asia 2019 - 1º turno                                          | -                                                                     | 30’                                                                   |
| 5-9-2019                                                              | Beirut                                                                | Corea del Nord                                                        | 2 – 0                                                                 | Libano                                                                | Qual. Mondiali 2022                                                   | -                                                                     |                                                                       |
| 10-10-2019                                                            | Beirut                                                                | Libano                                                                | 2 – 1                                                                 | Turkmenistan                                                          | Qual. Mondiali 2022                                                   | -                                                                     |                                                                       |
| 15-10-2019                                                            | Colombo                                                               | Sri Lanka                                                             | 0 – 3                                                                 | Libano                                                                | Qual. Mondiali 2022                                                   | -                                                                     |                                                                       |
| 14-11-2019                                                            | Beirut                                                                | Libano                                                                | 0 – 0                                                                 | Corea del Sud                                                         | Qual. Mondiali 2022                                                   | -                                                                     |                                                                       |
| 19-11-2019                                                            | Beirut                                                                | Libano                                                                | 0 – 0                                                                 | Corea del Nord                                                        | Qual. Mondiali 2022                                                   | -                                                                     | 19’                                                                   |
| 12-6-2021                                                             | Goyang                                                                | Corea del Sud                                                         | 2 – 1                                                                 | Libano                                                                | Qual. Mondiali 2022                                                   | -                                                                     |                                                                       |
| Totale                                                                |                                                                       | Presenze                                                              | 10                                                                    |                                                                       | Reti                                                                  | 0                                                                     |                                                                       |